# Trionymus sativus
Trionymus sativus är en insektsart som beskrevs av James 1936. Trionymus sativus ingår i släktet Trionymus och familjen ullsköldlöss.
Artens utbredningsområde är Kenya. Inga underarter finns listade i Catalogue of Life.